# Vlasto Kopač
Vlasto Kopač,  slovenski arhitekt, grafični oblikovalec, konservator, ilustrator in planinec, * 3. junij 1913, Žiri, † 27. april 2006, Ljubljana.
Arhitekt Vlasto Kopač se je rodil v družini slovenskega akademskega slikarja. Po očetu, šolanem slikarju in pedagogu, je podedoval dar risanja in oblikovanja. Leta 1934 se je vpisal na arhitekturo Ljubljanske univerze in bil v letih 1937 do 1940 pri mentorju Jožetu Plečniku zaposlen kot risar. Zaradi komunistične propagande je bil leta 1936 obsojen na 4 mesece zapora. Od leta 1938 je bil član KPS. Nadaljeval je svoje delo in študij pri Plečniku, za katerega je risal pokopališke objekte na Žalah in Tržnico. Oktobra 1943 ga je aretirala domobranska politična policija in od januarja 1944 je bil taboriščnik v Dachau. Delal je v knjigoveški delavnici in na skrivaj risal prizore iz taborišča in posamezne portrete. Uspelo mu je ohraniti skoraj 80 risb. Po končani vojni se je pred sredino junija 1945 iz taborišča vrnil v Slovenijo. Postal je prvi predsednik Planinske zveze Slovenije. Kot alpinist je bil aktiven že pred letom 1941. Zaslužen je za pripravo in izdajo prvih dveh povojnih planinskih zemljevidov. Oblikoval je tudi spomenik padlim planincem v Kamniški Bistrici. Novi oblastniki so ga jeseni 1947 zaprli in grobo zasliševali. Avgusta 1948 je bil na t. i. dachauskih procesih obsojen na smrt, nato pomiloščen na 20 let odvzema prostosti s prisilnim delom. 
Aprila 1952 je bil pogojno izpuščen, nato pa šele leta 1971 rehabilitiran. Nekaj let po izpustitvi iz zapora je dobil zaposlitev pri spomeniški službi v Ljubljani. Od 1963 do 1969 je bil ravnatelj medobčinskega zavoda za spomeniško varstvo v Ljubljani. Zavod je tedaj segal od Bele krajine do robov Gorenjske. Sodeloval je pri prenovah številnih gradov in risal načrte srednjeveških stavb, cerkva, planin ter starih mestnih jeder. Načrtoval je tudi bele spominske prizme Poti ob žici v Ljubljani. S spomeniško službo je sodeloval celo po upokojitvi. Svetoval je pri prenovi Plečnikovih Žal in Tržnic, ki jih je odlično poznal kot Plečnikov asistent.
Kopač, velik ljubitelj planin, predvsem Velike planine, je  že leta 1934 postal med prvimi najemnik pastirske koče na Veliki planini. Po vojni se je zavzemal za strokovno urejanje Velike planine, da bi le ta tako ohranila svojo prvotno podobo in je načrtoval obliko značilnih stanov, ki so še danes znamenitost Velike in Male planine. Ob urejenem stanu so mu posvetili manjšo spominsko ploščo. O njegovem življenju in delu so posneli dokumentaren film. Avtorici filma sta Janja Železnikar in Andreja Humar Gruden.

## Nagrade in priznanja
- 1996: Steletovo priznanje za prenovo tržnice arhitekta Jožeta Plečnika (kot del ekipe)[3]
- 1999: Zlati častni znak svobode Republike Slovenije